# 프리에네

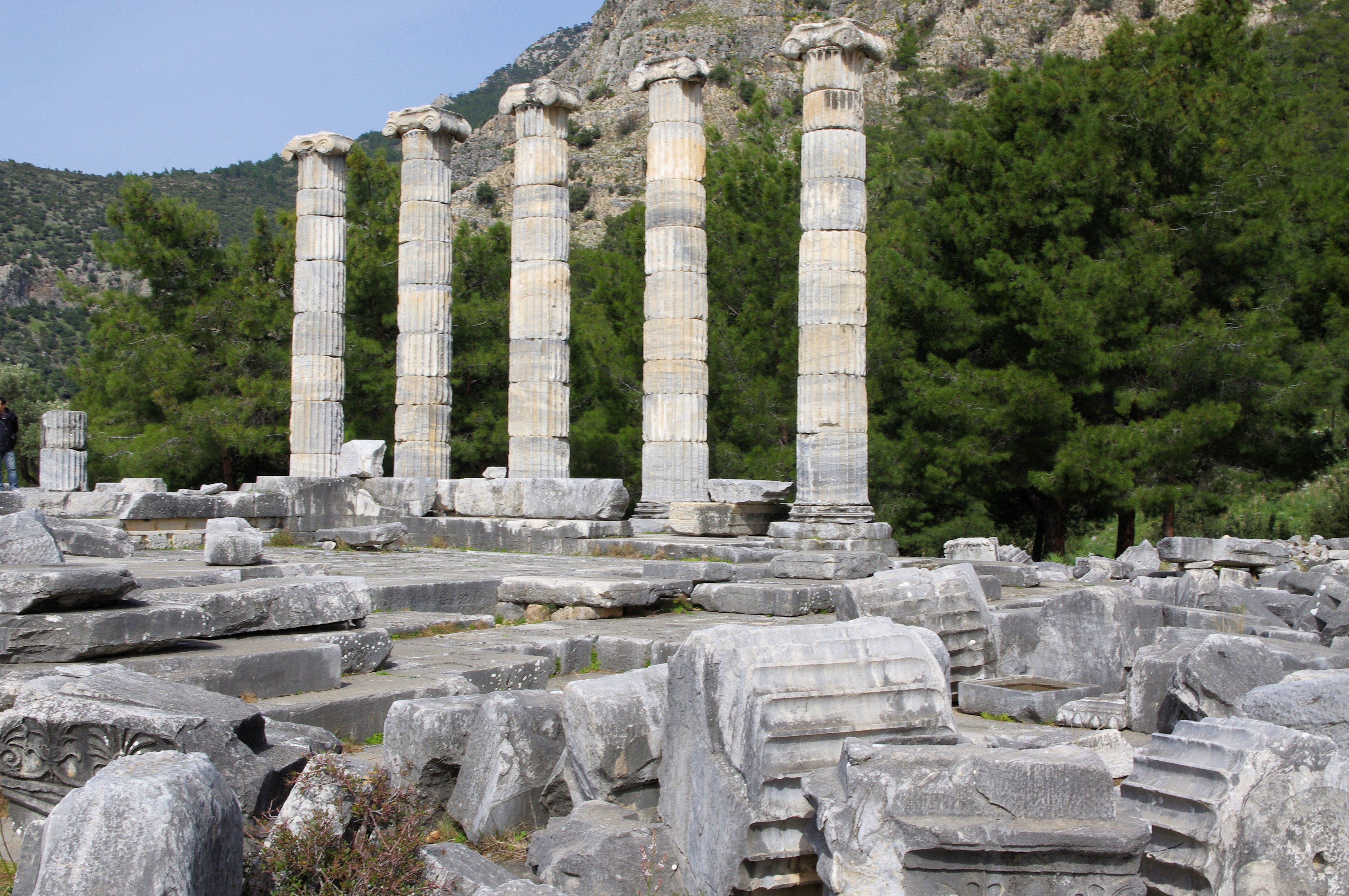

프리에네(고대 그리스어: Πριήνη Priēnē[*]; 튀르키예어: Prien)는 미칼레산의 급경사면에 위치한, 이오니아 지역의 고대 그리스 도시이며, 고대 당시에는 미안데르강(현재는 뷔유크멘데레스강)이 있던 곳에서 북쪽으로 6km 지점에 위치했었다.